# Picea schrenkiana
Picea schrenkiana là một loài thực vật hạt trần trong họ Thông. Loài này được Fisch. & C.A.Mey. miêu tả khoa học đầu tiên năm 1842.